# Sierra Kay
Sierra Kay Kusterbeck (* 18. Dezember 1990 in St. Petersburg, Florida) ist eine US-amerikanische Musikerin und Model. Sie ist Sängerin der Band Versa, die 2007 unter dem Namen VersaEmerge gegründet wurde und bis 2013 bei Fueled by Ramen unter Vertrag stand.

## Leben und Wirken

### Leben
Sierra Kay Kusterbeck wurde am 18. Dezember 1990 in St. Petersburg im US-amerikanischen Bundesstaat Florida geboren. Sie nahm bereits in der dritten Klasse Gesangsunterricht.

### Karriere
Kusterbeck nahm 2006 an einer Audition teil um bei VersaEmerge als Sängerin einzusteigen. Ihr Beitrag war eine Coverversion des Stückes The Blank Static Scene der Band. Während sich die Musiker unschlüssig waren ob Kusterbeck in die Band passe, überredete Gitarrist Blake Harnage die übrigen Mitglieder und Kusterbeck wurde als Sängerin in der Band integriert. Zu diesem Zeitpunkt war sie erst 16 Jahre alt.
Im Mai 2008 erschien die erste EP mit Kusterbeck als Sängerin unter dem Titel Perceptions. Die Gruppe wurde von Fueled by Ramen unter Vertrag genommen und brachten 2009 die nach der Band benannte EP heraus. Am 22. Juni 2010 erschien schließlich das Debütalbum Fixed at Zero. 2013 endete der Vertrag mit dem Label und die Gruppe kündigte an ihren Namen zu ändern. Seit 2014 tritt die Band unter dem Namen Versa auf.
Sie ist auf der Single Avalon von Professor Green zu hören, welche sich auf Platz 29 der britischen Single-Charts platzieren konnte. Zudem war sie Gastmusiker im Stück If It Means a Lot to You von A Day to Remember, Contagious von Anarbor und im Stück West Coast von Gimme & Gammon zu hören.
Seit 2011 ist sie als Model aktiv. Sie ist Gesicht für das Schuhunternehmen Payless ShoeSource.